# Mops sarasinorum
Mops sarasinorum је сисар из реда слепих мишева и фамилије Molossidae. 

## Угроженост
Подаци о распрострањености ове врсте су недовољни.

## Распрострањење
Врста има станиште у Индонезији и Филипинима.

## Популациони тренд
Популациони тренд је за ову врсту непознат.